# Xestia
Genre
Le genre Xestia regroupe des lépidoptères (papillons) nocturnes de la famille des Noctuidae.

## Espèces rencontrées en Europe
- Xestia (Anomogyna) albuncula (Eversmann, 1851)
- Xestia (Anomogyna) alpicola (Zetterstedt 1839)
  - Xestia (Anomogyna) alpicola alpicola (Zetterstedt, 1839)
  - Xestia (Anomogyna) alpicola alpina (Humphreys &Westwood, 1843)
  - Xestia (Anomogyna) alpicola carnica (Hering, 1846)
  - Xestia (Anomogyna) alpicola iveni (Hüber, 1870)
  - Xestia (Anomogyna) alpicola ryffelensis (Oberthür, 1904)
- Xestia (Anomogyna) borealis (Nordström, 1933)
  - Xestia (Anomogyna) brunneopicta (Matsumura, 1925)
- Xestia (Anomogyna) distensa (Eversmann, 1851)
- Xestia (Anomogyna) fennica (Brandt, 1936)
- Xestia (Anomogyna) gelida (Sparre-Schneider, 1883)
- Xestia (Anomogyna) laetabilis (Zetterstedt, 1839)
- Xestia (Anomogyna) rhaetica (Staudinger, 1871)
  - Xestia (Anomogyna) rhaetica norica (Löberbau, 1952)
  - Xestia (Anomogyna) rhaetica rhaetica (Staudinger, 1871)
- Xestia (Anomogyna) sincera (Herrich-Schäffer, 1851)
- Xestia (Anomogyna) speciosa (Hübner, 1813)
  - Xestia (Anomogyna) speciosa arctica (Zetterstedt, 1839)
  - Xestia (Anomogyna) speciosa modesta (Warnecke, 1962)
  - estia (Anomogyna) speciosa speciosa (Hübner, 1813)
- Xestia (Anomogyna) viridiscens (Turati, 1919)
- Xestia (Megasema) ashworthii (Doubleday, 1855)
  - Xestia (Megasema) ashworthii ashworthii (Doubleday, 1855)
  - Xestia (Megasema) ashworthii candelarum (Staudinger, 1871)
  - Xestia (Megasema) ashworthii jotunensis (Schöyen, 1887)
  - Xestia (Megasema) ashworthii lactescens (Turati, 1919)
- Xestia (Megasema) c-nigrum (Linnaeus, 1758)
- Xestia (Megasema) ditrapezium (Denis & Schiffermüller, 1775)
- Xestia (Megasema) kollari (Lederer, 1853)
- Xestia (Megasema) triangulum (Hufnagel, 1766)
- Xestia (Megasema) wockei (Möschler, 1862)
  - Xestia (Megasema) wockei aldani (Hertz, 1903)
- Xestia (Pachnobia) atrata (Morrison, 1874)
  - Xestia (Pachnobia) atrata haraldi Fibiger, 1997
- Xestia (Pachnobia) lorezi (Staudinger, 1891)
  - Xestia (Pachnobia) lorezi kongsvoldensis (Grönlien, 1922)
  - Xestia (Pachnobia) lorezi lorezi (Staudinger, 1891)
- Xestia (Pachnobia) tecta (Hübner, 1808)
- Xestia (Schoyenia) aequaeva (Benjamin, 1934)
- Xestia (Schoyenia) liquidaria (Eversmann, 1848)
- Xestia (Schoyenia) lyngei (Rebel, 1923)
  - Xestia (Schoyenia) lyngei lankialai (Grönblom, 1962)
  - Xestia (Schoyenia) lyngei lyngei (Rebel, 1923)
- Xestia (Schoyenia) quieta (Hübner, 1813)
- Xestia (Schoyenia) thula (Lafontaine & Kononenko, 1983)
- Xestia (Xestia) agathina (Duponchel, 1827)
- Xestia (Xestia) baja (Denis & Schiffermüller, 1775)
- Xestia (Xestia) castanea (Esper, 1798)
- Xestia (Xestia) cohaesa (Herrich-Schäffer, 1849)
  - Xestia (Xestia) cohaesa cohaesa (Herrich-Schäffer, 1849)
  - Xestia (Xestia) cohaesa lineata Fibiger, 1997
  - Xestia (Xestia) cohaesa pulverea (Hampson, 1903)
- Xestia (Xestia) collina (Boisduval, 1840)
- Xestia (Xestia) jordani (Turati, 1912)
- Xestia (Xestia) kermesina (Mabille, 1869)
- Xestia (Xestia) mejiasi Pinker, 1961
- Xestia (Xestia) ochreago (Hübner, 1809)
- Xestia (Xestia) palaestinensis (Kalchberg, 1897)
- Xestia (Xestia) sareptana (Herrich-Schäffer, 1851)
- Xestia (Xestia) sexstrigata (Haworth, 1809)
- Xestia (Xestia) stigmatica (Hübner, 1813)
- Xestia (Xestia) trifida (Fischer v. Waldheim, 1820)
  - Xestia (Xestia) trifida hispanica Fibiger, 1993
  - Xestia (Xestia) trifida trifida (Fischer v. Waldheim, 1820)
- Xestia (Xestia) xanthographa (Denis & Schiffermüller, 1775)

## Synonymes

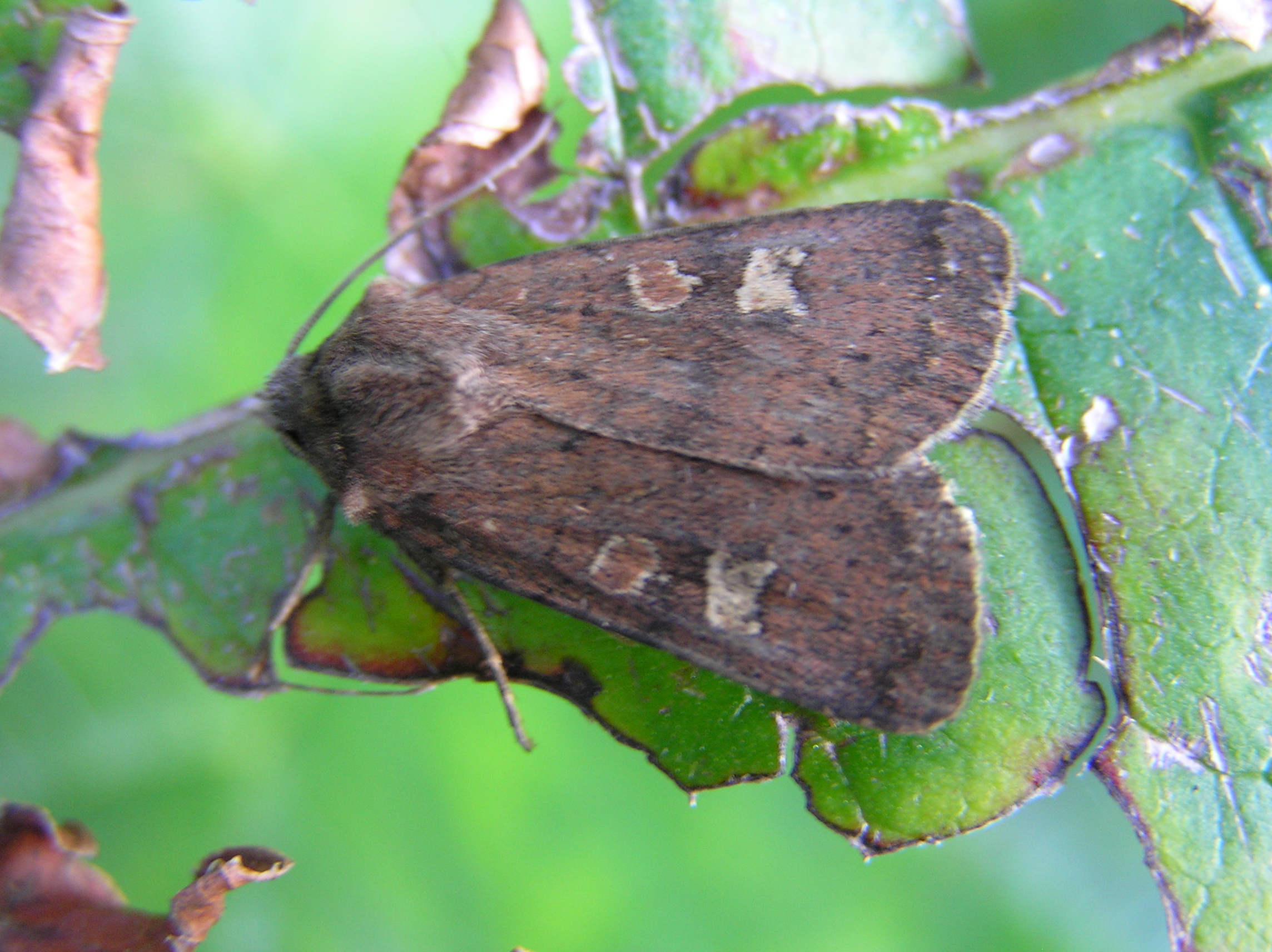
X. xanthographa

- Agrotimorpha Barnes & Benjamin
- Agrotiphila Grote, 1876
- Amathes Hübner, [1821]
- Anomogyna Staudinger, 1871
- Archanarta Barnes & Benjamin, 1929
- Ashworthia Beck, 1996
- Asworthia (lapsus)
- Barrovia Barnes & McDunnough
- Calamogyna (lapsus)
- Calanomogyna Beck, 1996
- Calocestia (lapsus)
- Caloxestia Beck, 1996
- Castanasta Beck, 1996
- Cenigria Beck, 1996
- Epipsiliamorpha Barnes & Benjamin
- Ericathia Beck, 1996
- Hiptelia Guenée, 1852
- Hypoxestia Hampson, 1903
- Hyptioxesta Rebel, 1901
- Knappia Nye, 1975
- Lankialaia Beck, 1996
- Lena Herz, 1903
- Litaea (lapsus)
- Lorezea (lapsus)
- Lorezia Beck, 1996
- Lytaea Stephens, 1829
- Megarhomba Beck, 1996
- Megasema Hübner, [1821]
- Monticollia Beck, 1996
- Pachnobia Guenée, 1852
- Palaeamathes Boursin, 1964
- Paramathes Boursin, 1964
- Palkermes Beck, 1996
- Palkkermes (lapsus)
- Peranomogyna Beck, 1996
- Platagrotis Smith, 1890
- Pteroscia Morrison, 1875
- Schoyenia Aurivillius, 1883
- Segetia Stephens, 1829
- Synanomogyna Beck, 1996
- Xenopachnobia Beck, 1996